# 穗高岳
穗高岳（日语：／ Hotaka-dake）位於日本，是以中部山岳國立公園飛驒山脈奧穗高岳為主峰的山群總稱。標高3,190公尺，現為日本第三高峰，並是日本百名山、新日本百名山及花之百名山之一。又稱穗高連峰，並與槍岳合稱槍穗高連峰。

## 概要
奧穗高岳為北阿爾卑斯最高峰，與北方的涸澤岳、北穗高岳、南岳、中岳、大喰岳等山岳連成一氣，並與更北的槍岳合稱「槍·穗高連峰」。除了前穂高岳以外，主要都在長野縣松本市和岐阜縣高山市的交界上。在地質上，是以柱狀節理發達的穗高安山岩類為主，並受到山岳冰河的冰蝕作用影響下，形成陡峭的岩峰。
奧穗高岳東方有屏風頭（標高2,565.4公尺）、前穗高岳、明神岳等山岳，與奧穗高岳之間是被稱作「吊尾根」的山脊。從前穗高岳到屏風頭的岩峰分別編號為Ⅰ峰（前穗高岳）至Ⅷ峰，明神岳南方的岩峰也編為Ⅰ峰（明神岳）至Ⅴ峰。
從槍岳開始往南延伸的南北向山稜，到奧穗高岳後轉向西南方，連結西穗高岳與西穗高獨標。從該處往西南方開始，地質從穗高安山岩類變成地形和緩的瀧谷花崗閃綠岩。南方的燒岳就位在該延長線上。
從奧穗高岳經吊尾根至前穗高岳，再沿著圈谷（冰斗）向下可至上高地河童橋。另外，從岐阜縣側的穗高岳山莊往白出澤下山，或是從西穗高岳搭乘纜車下山，可至新穗高溫泉。
穗高岳與劍岳、谷川岳合稱日本三大岩場。其中，位於涸澤岳至南岳稜線飛驒側的瀧谷，是與谷川岳一之倉澤並列的著名岩場。瀧谷不只地勢陡峭，也有大量脆弱岩石，被稱為岩之墓場。另外，前穗高岳東側、奧又白谷上方也有陡峭的岩壁，稱前穗東壁。
做為穗高岳登山基地的涸澤，是奧穗高岳與前穗高岳之間的U字型冰斗，但是夏季然有積雪，要做好防寒準備。
長年以來，穗高岳與南阿爾卑斯間岳並列為日本第三高峰，但在2020年11月1日撥出的《林先生初耳學》節目以GNSS測量出3191公尺，未來有可能獨占第三高峰寶座。

## 山名由來
古時因其外型近似祭祀用具而稱做「御幣岳」。1646年（正保3年）的國繪圖則記載為「保高嶽」。1693年（元祿6年）穗高神社宮司將其記為「穗高嶽」。之後，1909年完成首次槍岳穗高岳縱走的鵜殿正雄將其正名為「穗高岳」。

## 地質

### 火山地形
穗高岳主要是由稱做穗高安山岩的英安岩質熔結凝灰岩所組成。該岩石是源自於約175萬年前噴發的火山碎屑流（丹生川火碎流）。該次噴發的熔岩約是3萬年前姶良破火山口噴發的2倍、1914年（大正3年）櫻島大正大噴發的430倍、雲仙普賢岳噴發（1991-1995年）的2800倍。該次噴發後，地盤在100萬年內抬升約2000公尺，形成現在的穗高岳。

### 冰河地形
穗高山系有涸澤圈谷等眾多冰河地形。1963年，國土地理院五百澤智也透過空拍圖分析，認為包含未列為冰河地形的橫尾谷等地，皆是古代大規模冰河所遺留的地形，並提出可分為約6萬年前的橫尾冰期，與2萬年前的涸澤冰期。

## 人類活動史
- 1880年（明治13年） - 威廉·戈蘭德（日语：ウィリアム・ゴーランド）在上條嘉門次（日语：上條嘉門次）引導下登上明神岳。
- 1893年（明治26年） - 測量官館潔彥（日语：館潔彦）完成首次前穗高岳登頂。同年沃特·威斯頓（日语：ウォルター・ウェストン）也登上前穗高岳[13]。
- 1906年（明治39年） - 測量官阿部郡治完成首次奧穗高岳登頂。
- 1909年（明治42年）8月 - 鵜殿正雄等人登上奧穗高岳並縱走至槍岳。
- 1911年（明治44年）夏 - 小島烏水（日语：小島烏水）登上奧穗高岳並縱走至槍岳。
- 1912年（大正2年）8月 - 鵜殿正雄完成西穗高岳至奧穗高岳首次縱走。
- 1924年（大正13年） - 今田重太郎開設穗高岳山莊[14]。
- 1925年（大正14年）8月11日 - 攀岩俱樂部藤木九三（日语：藤木九三）、松井憲三等人完成首次北穗高岳瀧谷攀登。同日，早稻田大學山岳部也完成攀登。
- 1927年（昭和2年）7月 - 伊藤愿完成北穗高岳瀧谷單獨攀登。
- 1939年（昭和14年） - 上高地登山導覽組合的涸澤小屋（日语：涸沢小屋）開業。
- 1941年（昭和16年） - 登山嚮導村上守建設西穗山莊（日语：西穂山荘），成為北阿爾卑斯南部唯一全年開放的山小屋[15]。
- 1948年（昭和23年） - 小山義治建設北穗高小屋。
- 1951年（昭和26年） - 朋文堂的新島章男建設涸澤Hutte（日语：涸沢ヒュッテ）。
- 1955年（昭和30年）1月2日 - 前穂高岳東壁尼龍編織繩事件（日语：ナイロンザイル事件）。
- 1956年（昭和31年） - 登山嚮導上條親人（かみじょうちかと）建設岳澤Hutte（現在的岳澤小屋（日语：岳沢小屋））[16]。
- 1957年（昭和32年）3月 - 芳野滿彥（日语：芳野満彦）等人完成首次積雪期前穗高岳IV峰正面壁攀登。
- 1967年（昭和42年）8月1日 - 西穗高岳落雷遭難事故（日语：西穂高岳落雷遭難事故）。
- 1969年（昭和44年）1月 - 吉尾弘（日语：吉尾弘）於積雪期攀登穗高屏風岩中央壁JECC路線。
- 1970年（昭和45年）7月 - 新穗高高空纜車（日语：新穂高ロープウェイ）開業。
- 2006年（平成18年） - 平成18年豪雪造成岳澤Hutte毀壞，停止營業[16]。
- 2009年（平成21年）9月11日下午3時20分 - 岐阜縣防災直升機在救援登山客時，擦撞奧穗高岳山頂附近的岩壁而墜機[b]。
- 2010年（平成22年）7月23日 - 岳澤Hutte更名為岳澤小屋重新營業[16]。

## 穂高岳的山峰
| 山容 | 山名                    | 標高 (m) | 三角點 等級 | 奧穗高岳的 方位與距離（km） | 特色 |
| ---- | ----------------------- | -------- | ----------- | --------------------------- | --- |
|      | 奧穗高岳 おくほたかだけ | 3,190    |             | 0                           | 次於富士山、北岳的日本第三高峰。長野縣與岐阜縣最高峰。穂高神社主祭神「穗高見神」降臨的地方，建有嶺宮。往南的稜線有馬背（馬の背）、驢耳（ロバの耳）、前衛峰（Gendarme）等難關。 |
|      | 涸澤岳 からさわだけ     | 3,110    | 三等 3,103m | 北 0.8                      | 白出山坳（白出のコル）（穗高岳山莊）與北穗高岳之間的山峰。高度次於奧穗高岳。從涸澤方向眺望是尖銳的尖峰，被稱作涸澤槍。9月後半涸澤小屋周邊的合花楸等植物轉紅，配上背景的涸澤槍是熱門紅葉攝影點。 |
|      | 北穗高岳 きたほたかだけ | 3,106    |             | 北北東 1.5                  | 穗高連峰北端的山峰。日本知名的岩場瀧谷位於西面。是有北峰與南峰的雙耳峰，北峰山頂下方有北穗高小屋。北側往南岳的稜線稱做大切戶（大キレット），有飛驒泣（飛騨泣き）與長谷川峰（長谷川ピーク）等難關。山頂往東北方1公里處（標高2,500公尺）有北穗池。                                                                           |
|      | 前穗高岳 まえほたかだけ | 3,090    | 一等        | 東南 1.4                    | 與奥穂高岳之間有吊尾根相連的山峰。東北方的鋸齒狀狹窄山脊稱北尾根，有二峰、三峰、四峰、五峰、五六山坳（五六のコル）、六峰、七峰、八峰、最低山坳（最低のコル）、屏風山坳（屏風のコル）、屏風耳（屏風の耳），以及突出的尖峰屏風頭（2,570公尺），屏風頭東北面是高度差1,000公尺的岩壁屏風岩。前穗高岳東面是往奧又白方向的岩場。 |
|      | 明神岳 みょうじんだけ   | 2,931    |             | 東南 2.0                    | 位於大正時代以前的神河內中心地（現在的上高地明神）正上方，是古代信仰神山「穗高岳」的尊稱。穗高見命的御神體。位於前穗高岳南側，分屬不同山體，稜線有許多岩峰。擁有許多攀登路線。 |
|      | 西穗高岳 にしほたかだけ | 2,909    | 三等        | 西南 2.1                    | 位於奧穗高岳往西南方延伸的狹窄山脊前方，由於前後皆為岩峰（西穗獨標、金字塔峰 （ピラミッドピーク）、間岳、天狗頭），不易確認其山頂所在。 |
|      | 間岳 あいのだけ         | 2,909    |             | 西南 1.6                    | 位於西穗高岳與奧穗高岳之間的稜線中。西穗高岳與間岳之間的尖峰稱作赤石岳。間岳與天狗山坳（天狗のコル）之間有座尖峰，名為天狗頭（天狗の頭，2,909公尺）。（山容圖片中有三個大致等高的尖峰，有左向右分別為西穗高岳、間岳、天狗頭。）                                                                                            |
|      | 前衛峰 Gendarme         | 3,163    |             | 西南西 0.4                  | 奧穗高岳與天狗山坳之間的圓頂形岩峰 |
|      | 蒲田富士 がまたふじ     | 2,742    |             | 西北 1.6                    | 涸澤岳西側岩峰。是冬季的奧穗高岳登山路線。 |

## 登山
穂高連峰雖然是日本第三高峰，但是攀登的危險程度遠遠要高於攀登富士山。自古以來有數不盡的登山愛好者在這裡成了不歸人。也正因爲如此穂高連峰吸引了日本囯内外衆多登山愛好者慕名而來。
穂高連峰在五月黃金周的殘雪期也可以攀登，下面所列一般路線是在無雪期的常用路線。有積雪的時候非常危險，無法通行。

### 一般路線
奧穗高岳
上高地－明神池－徳澤－横尾－涸澤－奥穂高岳
上高地－明神池－徳澤－環行走廊（屏風山坳）－涸澤－奥穂高岳
橫尾·穗高岳線的登山路線中，經由涸澤的路線是最多人選擇的路線。
北穗高岳
上高地－明神池－徳澤－横尾－涸澤－北穂高岳
西穗獨標
新穗高溫泉－新穗高纜車－西穗山莊－丸山－西穗獨標
上高地－中尾根－西穂山荘－丸山－西穂独標
從徳澤經環行走廊到涸澤的路線，特別是過了屏風山坳的北側斜面，即使8月也有残雪，雖然設有鐵鍊和纜繩，但仍有十分狹窄危險的路段。

### 強健者路線
前穗高岳、奧穗高岳
上高地－岳澤小屋－紀美子平－前穗高岳－奥穗高岳
新穗高溫泉－穗高平小屋－白出澤－奥穗高岳
岳澤山小屋到紀美子平這段（重太郎新道）是日本著名的陡峭攀登路線，由於中途沒有補水處，所以一般要同時攀登前穂高岳和奥穂高岳時，會選擇從上高地經涸澤先到奥穂高岳再到前穂高岳。

### 專業者路線
槍穗高縱走路線
槍岳－大喰岳－中岳－南岳－大切戶－北穗高岳－涸澤岳－奥穗高岳－前衛峰－間岳－西穗高岳－西穗獨標
如上述，各山峰間有縱走路線連接，其中僅涸澤岳至奧穗高岳區段適合一般人攀登。如概要所述，位於涸澤岳北面的瀧谷是截然不同的地貌。想爬北穂高岳，奥穂高岳兩山時，先下至涸澤再爬另一座山較為安全。另外，奧穗高岳到西穗獨標之間的前衛峰、天狗頭、間岳是攀登難關，十分危險。
從奧穗高岳經由往前穗高岳的吊尾根下山至岳澤的重太郎新道，雖然從技術上並不困難，但曾發生多次滑落事故，改往涸澤（支稜）較為安全。

### 周邊的山小屋

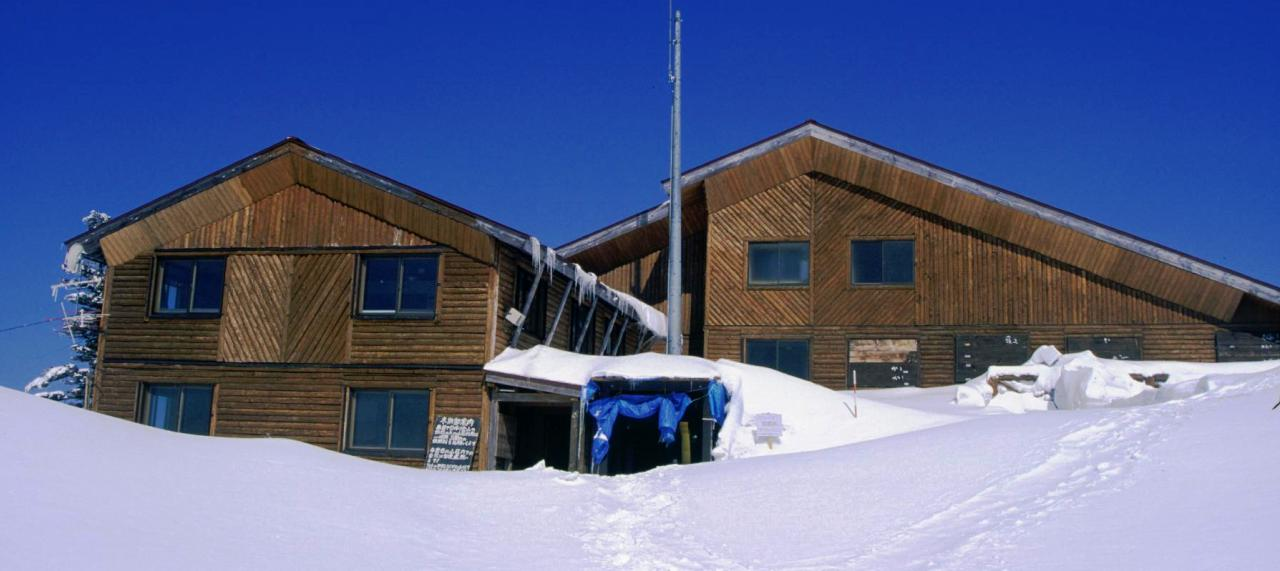
殘雪期的西穗山莊

上高地與大正池周邊有飯店與旅館。此地是登山要道，所以周邊有許多山小屋，部分還附設露營指定地。
| 圖片                                                | 名稱         | 所在地         | 標高 （m） | 收容 人數 | 露營 指定地 | 備註                   | 來源   |
| --------------------------------------------------- | ------------ | -------------- | ---------- | --------- | ----------- | ---------------------- | ------ |
|                                                     | 穗高岳山莊   | 白出山坳       | 2,983      | 300       | 約30張      |                        | [ 21 ] |
|                                                     | 岳澤小屋     | 岳澤           | 2,170      | 30        | 約30張      | 舊名「岳澤Hutte」      | [ 22 ] |
|                                                     | 西穗山莊     | 西穗高岳南     | 2,385      | 300       | 25張        | 全年營業               |        |
|                                                     | 燒岳小屋     | 新中尾峠       | 2,070      | 25        | 無          |                        | [ 23 ] |
|                                                     | 穗高平小屋   | 蒲田川右俣林道 | 1,320      | 30        | 10張        |                        |        |
| 從蝶岳眺望北穗高岳山頂的北穗高小屋（2013年10月8日） | 北穗高小屋   | 北穗高岳北峰下 | 3,100      | 80        | 25張        | 南側岩場有露營場       | [ 24 ] |
|                                                     | 南岳小屋     | 南岳南側山腹   | 2,970      | 80        | 30至40張    |                        | [ 25 ] |
|                                                     | 槍岳山莊     | 槍岳山肩       | 3,060      | 650       | 30張        | 北阿爾卑斯南部最大規模 | [ 26 ] |
|                                                     | 涸澤小屋     | 涸澤圈谷       | 2,350      | 100       | 無          |                        | [ 27 ] |
|                                                     | 涸澤Hutte    | 涸澤圈谷       | 2,300      | 200       | 500張       | 大規模露營場           |        |
|                                                     | 橫尾山莊     | 橫尾           | 1,615      | 250       | 100張       | 有入浴設施             |        |
|                                                     | 德澤園       | 德澤           | 1,560      | 100       | 200張       | 有入浴設施             |        |
|                                                     | 德澤Lodge    | 德澤           | 1,550      | 100       | 無          | 有入浴設施             |        |
|                                                     | 上高地明神館 | 上高地明神     | 1530       | 100       | 無          | 有入浴設施             |        |

- 瀧谷避難小屋與白出小屋是緊急用避難小屋。
- 夏山診療所（日语：夏山診療所）設於穗高岳山莊、涸澤Hutte、西穗山莊、德澤園、上高地巴士總站。

## 地理

### 周邊山岳
位於飛驒山脈（北阿爾卑斯）南部的岐阜縣與長野縣界主稜線。前穗高岳與明神岳位於長野縣側。

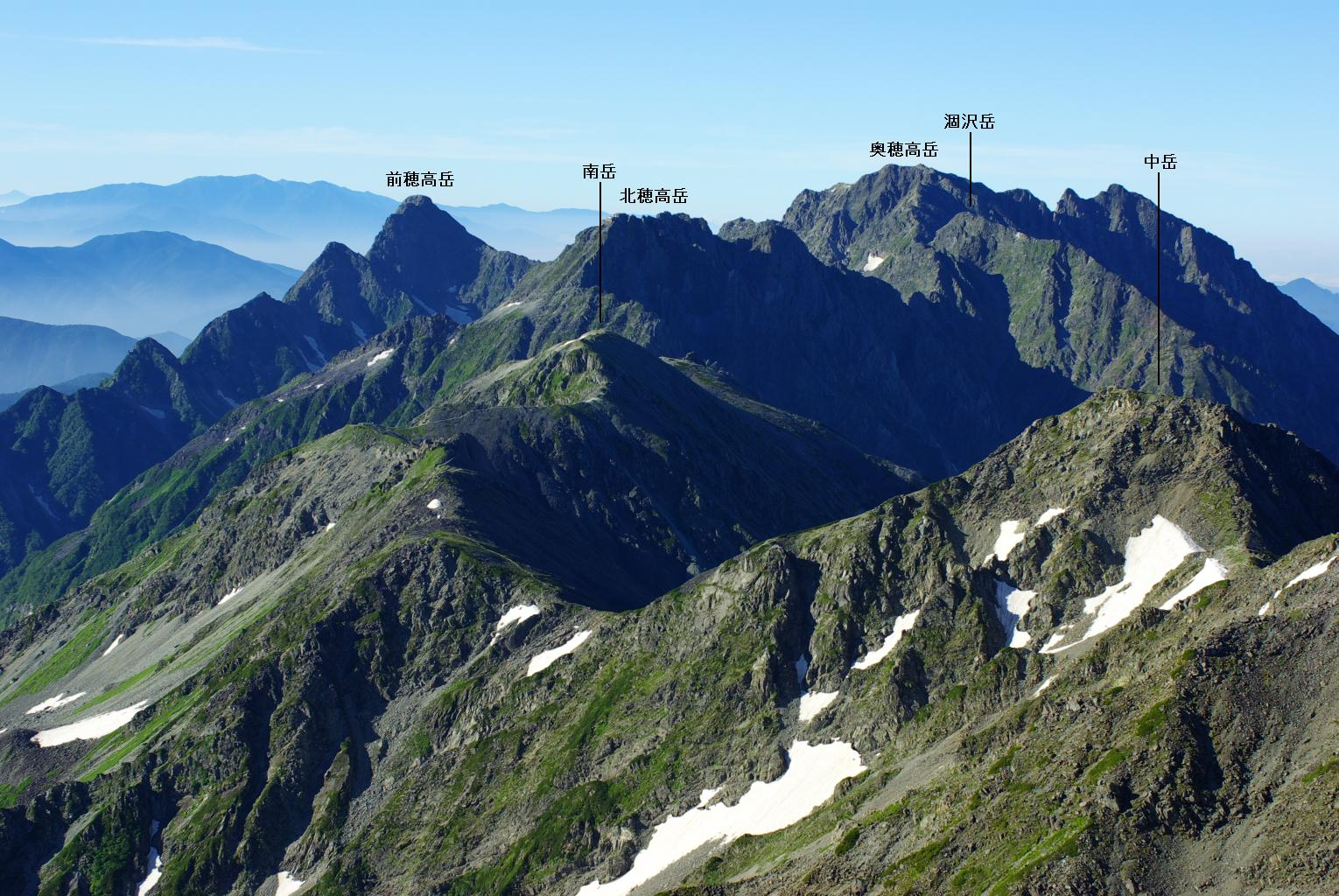
槍岳山頂眺望穗高連峰

- 奧穗高岳、涸澤岳、北穗高岳、大切戶、南岳（日语：南岳 (北アルプス)）、中岳（日语：中岳 (北アルプス)）、大喰岳（日语：大喰岳）、槍岳、奧丸山（日语：奥丸山）
- 前穗高岳、明神岳
- 前衛峰（日语：ジャンダルム）、間岳（日语：間ノ岳 (北アルプス)）、西穗高岳（日语：西穂高岳）、金字塔峰（ピラミッドピーク）、西穗獨標、燒岳、乘鞍岳
- 大天井岳（日语：大天井岳）、常念岳（日语：常念岳）、蝶岳（日语：蝶ヶ岳）、大瀧山（日语：大滝山 (飛騨山脈)）、霞澤岳（日语：霞沢岳）－（常念山脈方向）
- 樅澤岳（日语：樅沢岳）、雙六岳（日语：双六岳）、拔戶岳（日语：抜戸岳）、笠岳（日语：笠ヶ岳）、錫杖岳（日语：錫杖岳）

### 源流河川

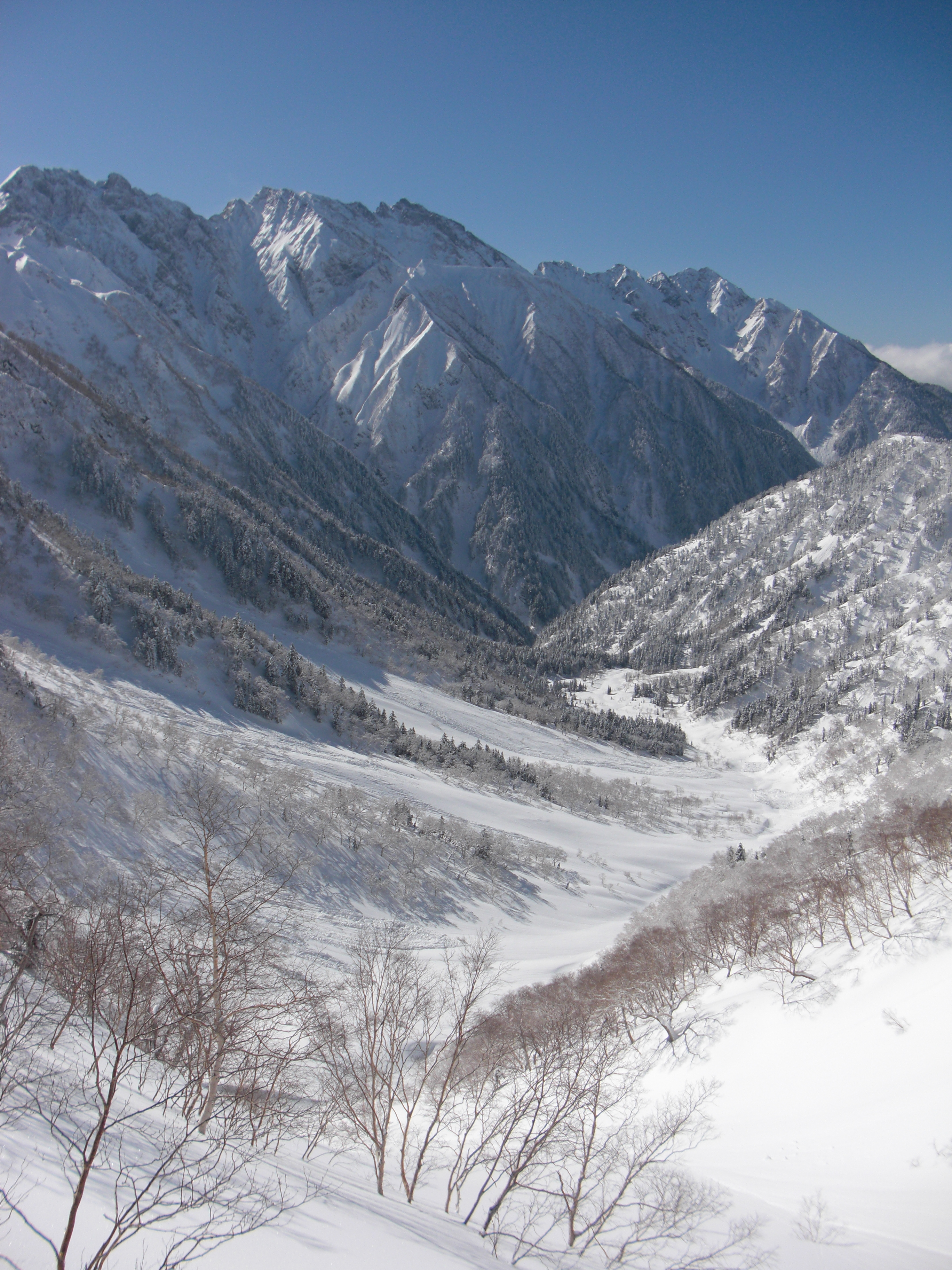
飛驒澤與瀧谷岩場

以下河川皆流入日本海。
- 涸澤、橫尾谷、岳澤 （梓川支流）
- 白出澤、瀧谷 （蒲田川（日语：高原川）支流）

## 影集

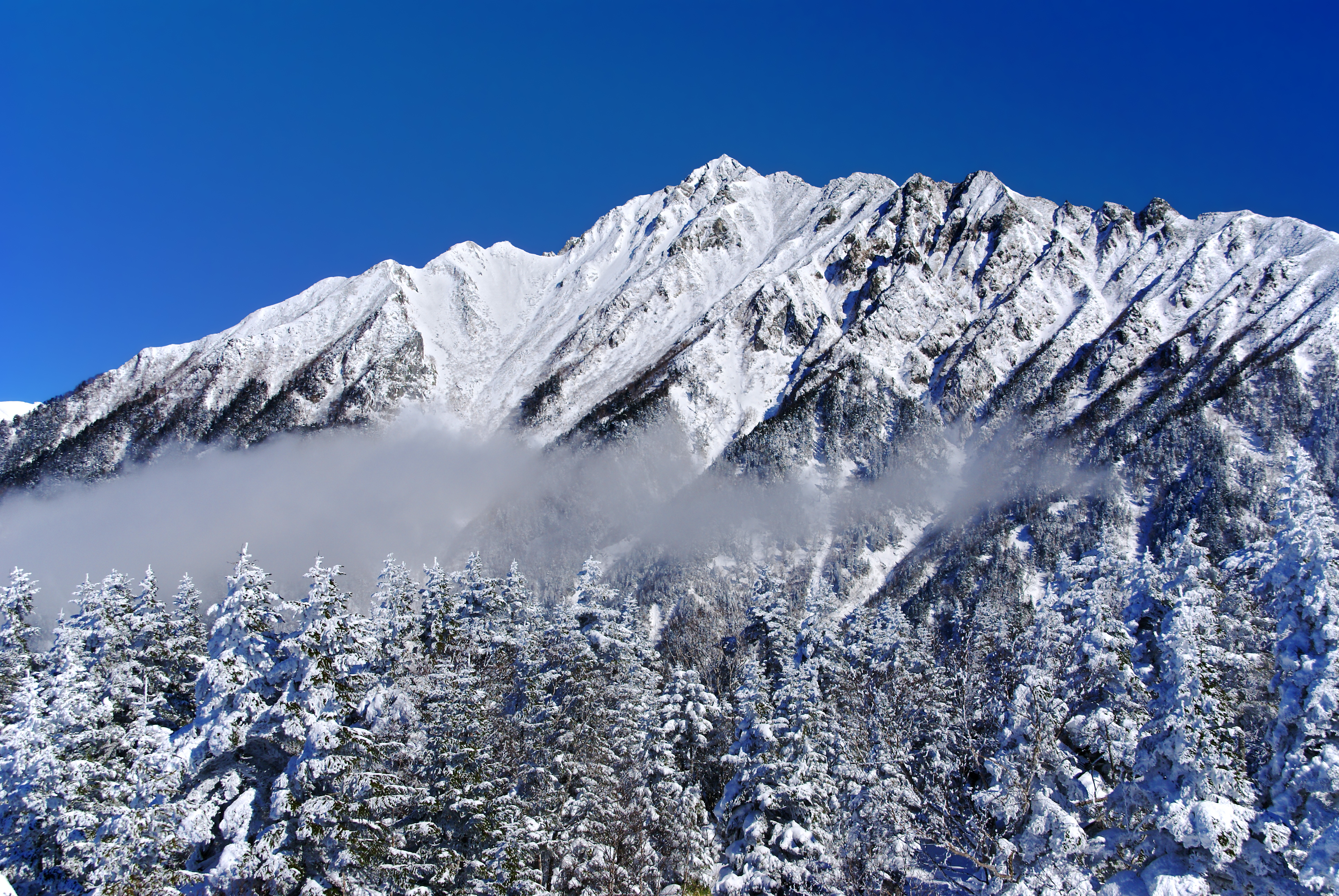
中央西穂高岳右面是金字塔尖，独標（2007年11月攝於西穂高口）
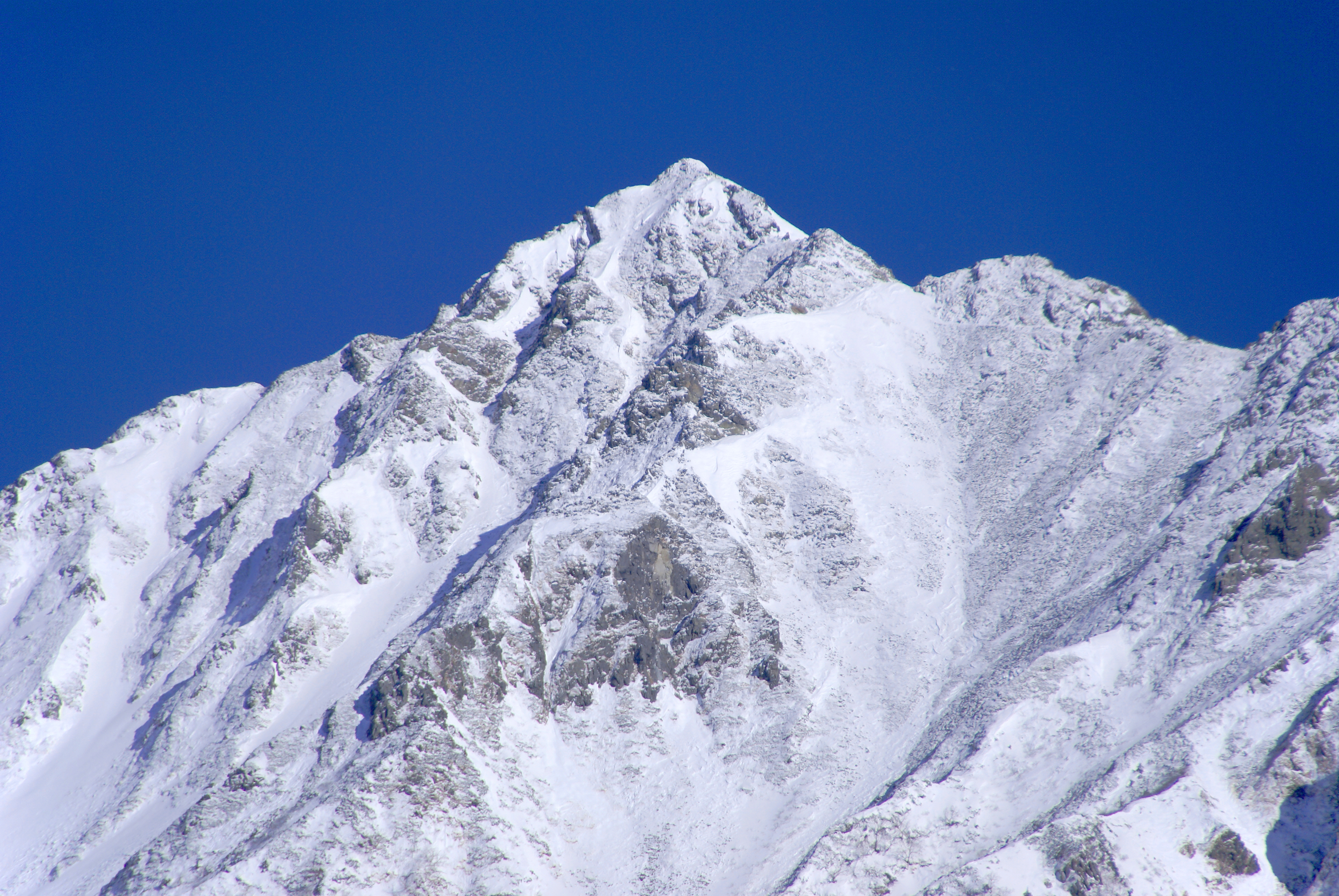
西穂高岳（2007年11月，攝於西穂高口）
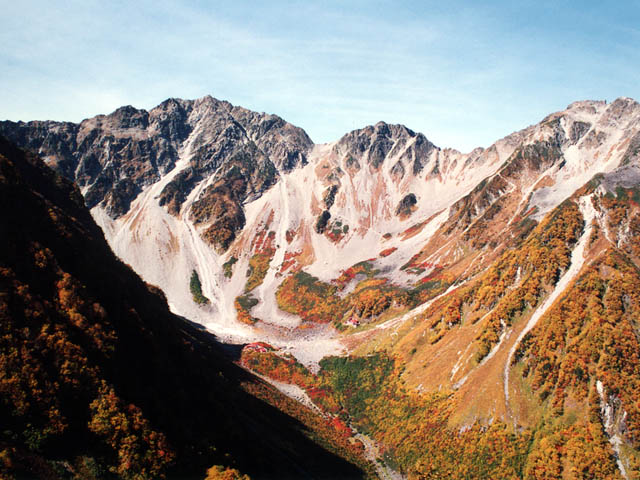
穂高連峰（2000年10月，攝於環行走廊屏風山坳）
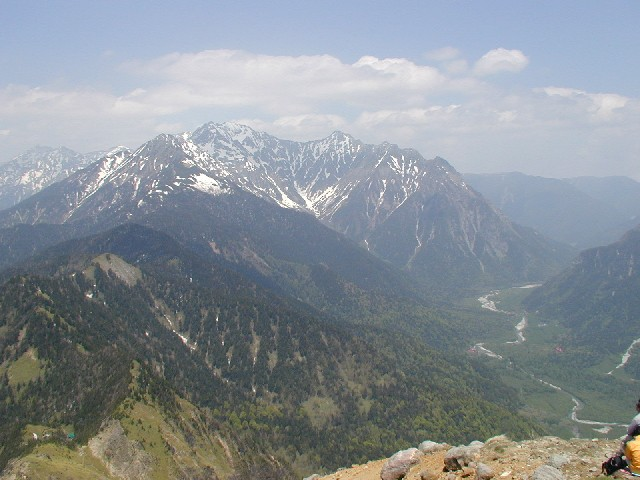
穂高岳（2002年6月撮）
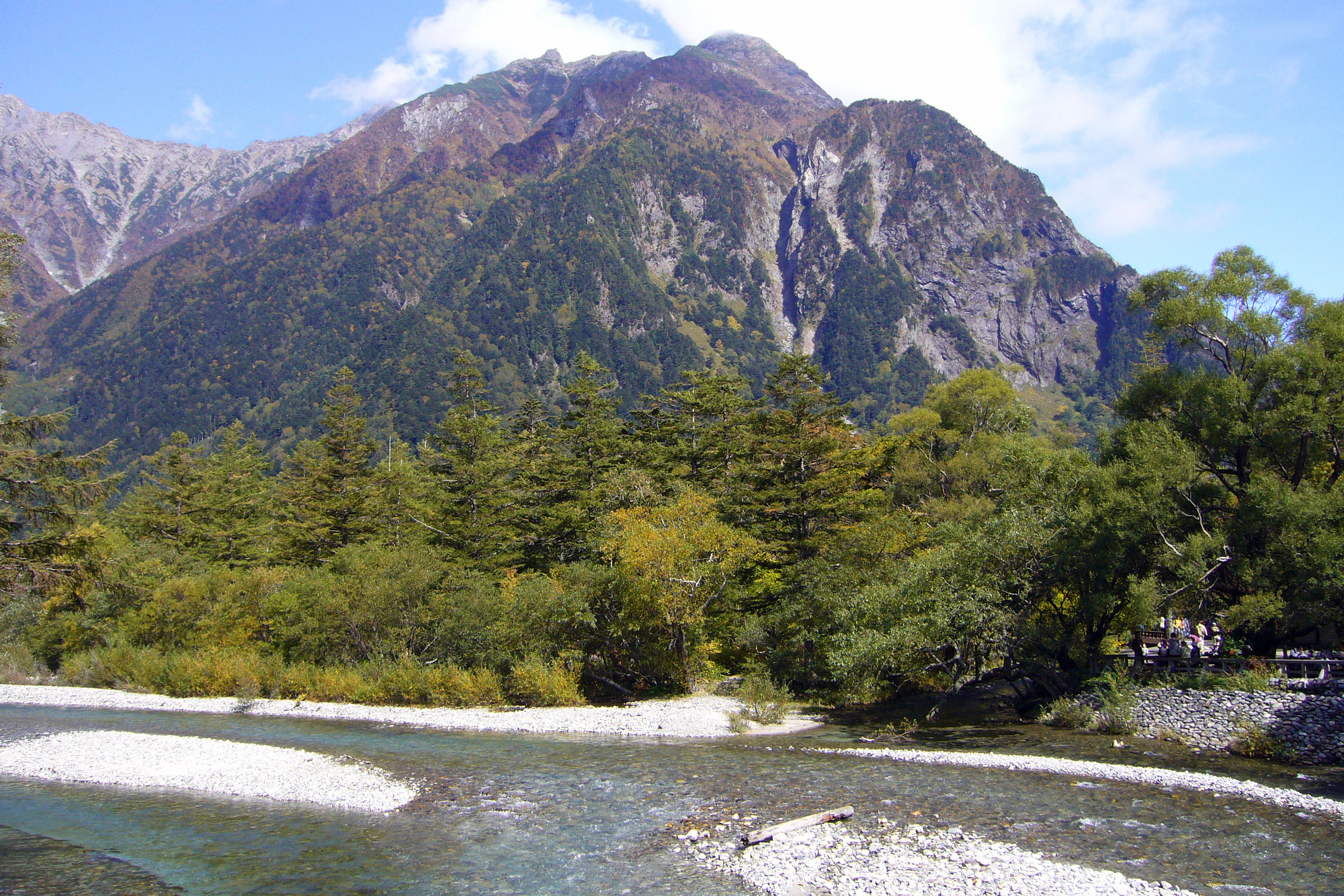
明神岳和梓川（2005年10月，攝於上高地）
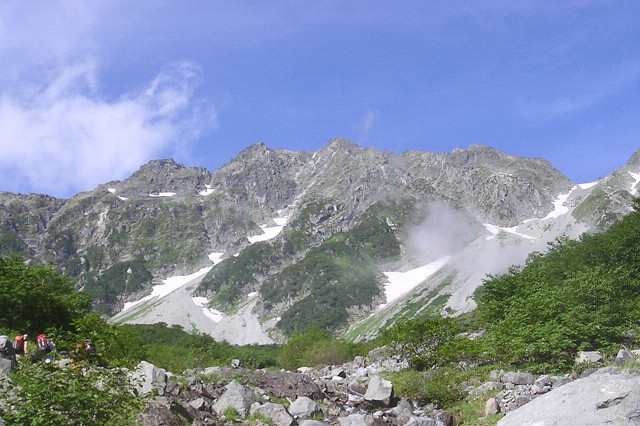
奥穂高岳（2006年8月，攝於涸澤）
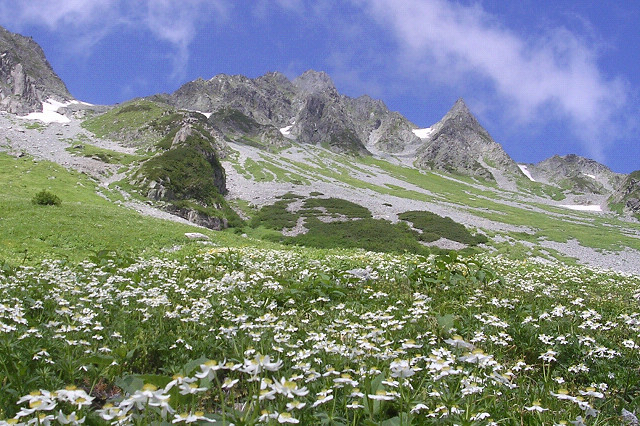
涸澤岳（2006年8月，攝於涸澤）
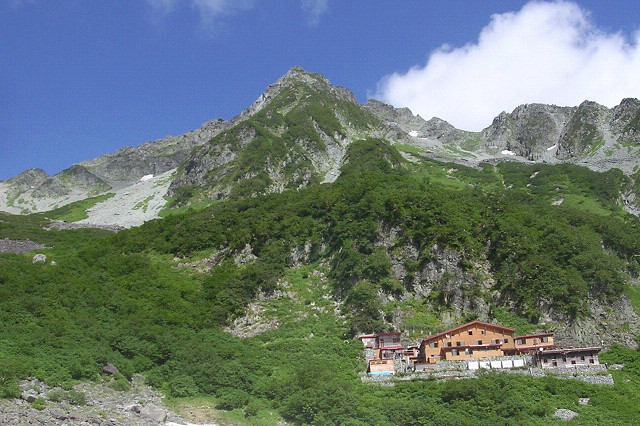
北穂高岳和涸澤小屋（2006年8月，攝於涸澤）
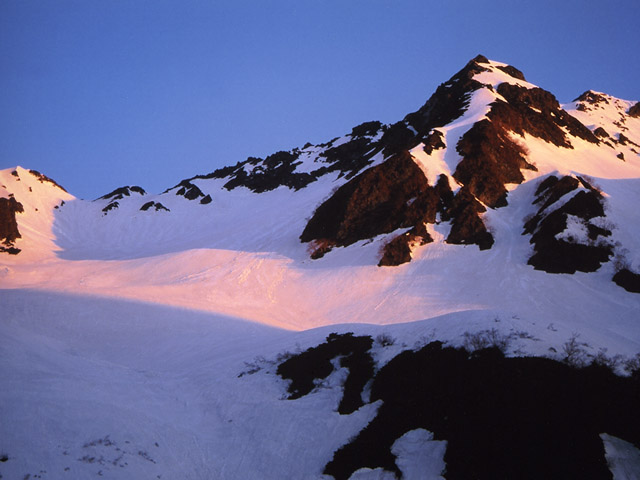
北穂高岳（2003年5月，攝於涸澤）
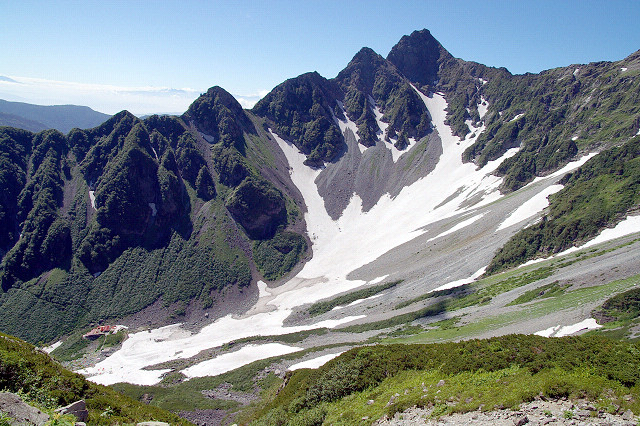
涸澤斜坡（2007年8月，攝於北穂高岳）
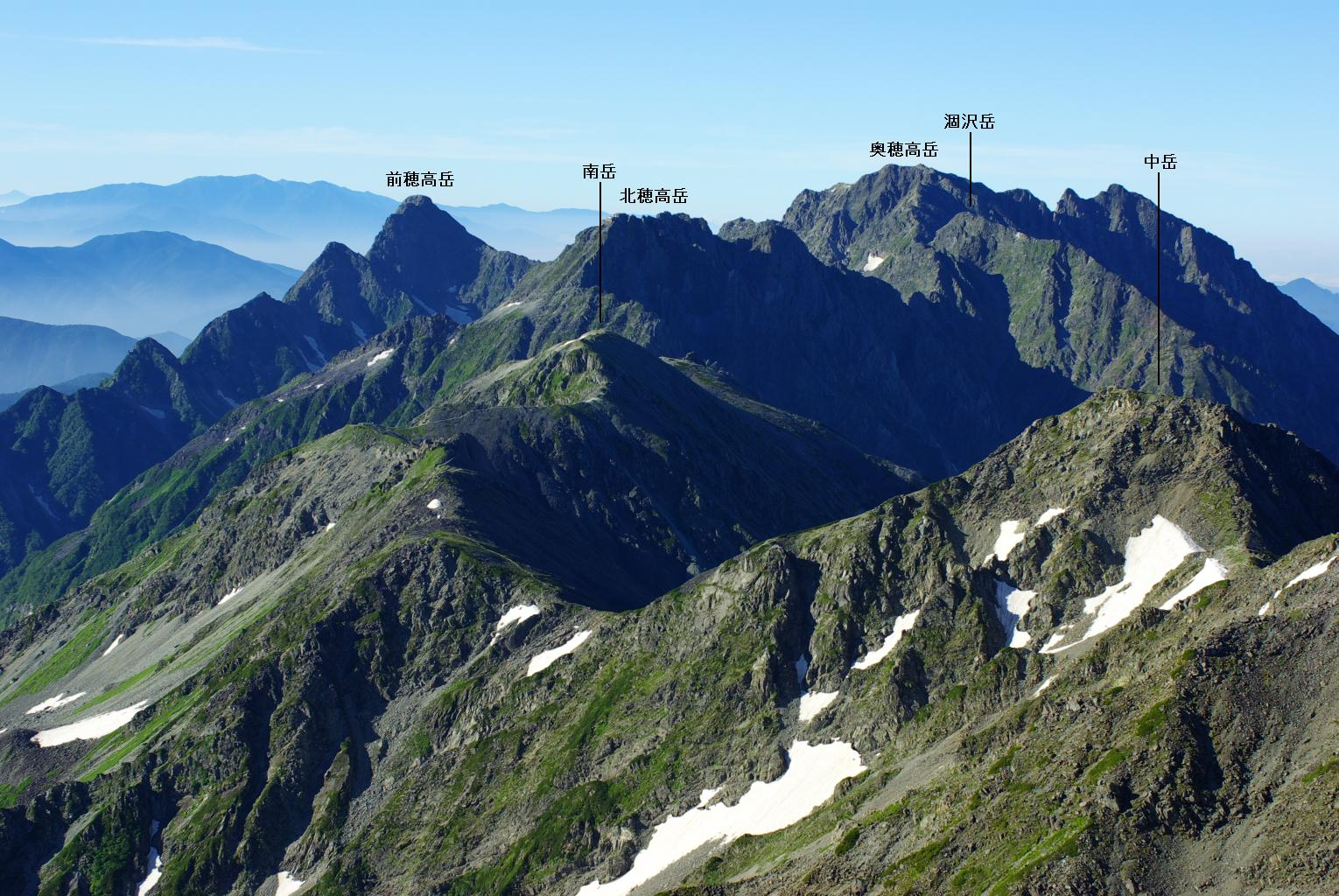
從槍岳山頂看穂高連峰（2007年8月）

### 備註
1. ↑  1934年（昭和9年）12月4日指定。山域劃為特別保護地區[2]。
2. ↑  航空事故調査委員會的報告指出是由於未派出山岳救難經驗豐富的縣警航空隊，而是由缺乏經驗的縣防災航空隊執行所導致。

### 資料來源
1. 1 2  日本の主な山岳標高（岐阜県の山） （页面存档备份，存于） 国土地理院、2011年1月3日閲覧。
2. ↑  中部山岳国立公園区域の概要 （页面存档备份，存于） 環境省、2011年1月3日閲覧。
3. ↑  『日本百名山』 深田久弥（著）、1982年、朝日新聞出版、pp209-213、ISBN 4-02-260871-4
4. ↑  『新日本百名山登山ガイド〈下〉』 岩崎元郎（著）、山と溪谷社、2006年、ISBN 4-635-53046-9、pp52-55、以奧穗高岳入選。
5. ↑  『花の百名山』 田中澄江（著）、文春文庫、1997年、ISBN 4-16-352790-7、pp278-280、以西穗高岳入選，代表高山植物為千手岩菲。
6. 1 2   (PDF). 長野自然環境事務所.   [2021-01-07]. （原始内容 (PDF)存档于2022-05-07）.
7. 1 2 3 4 5 6  原山智.  (PDF). 地質調査所.   [2021-01-07]. （原始内容 (PDF)存档于2021-06-27）.
8. ↑  . 每日放送. 2020-11-07  [2020-12-13]. （原始内容存档于2021-08-05）.
9. ↑  『新日本山岳誌』 日本山岳会（編）、ナカニシヤ出版、2005年、ISBN 4-779-50000-1、pp954-962
10. ↑  .   [2021-07-04]. （原始内容存档于2022-03-31）.
11. ↑  小野有五、日本における1960–2010年の氷河地形研究 ― 一研究者の回顧と展望 ―」 『地学雑誌』2012年 121巻 2号 p.187-214, doi:10.5026/jgeography.121.187
12. ↑  岩田修二、「転向点にたつ日本アルプスの氷河地形研究:今村学郎・五百沢智也と今後の課題」 『第四紀研究』2014年 53巻 6号 p.275-296, doi:10.4116/jaqua.53.275
13. ↑  『日本アルプスの登山と探検』 ウォルター・ウェストン（著）、青木枝朗（訳）、岩波文庫、ISBN 4-00-334741-2
14. ↑  穂高岳山荘について （页面存档备份，存于） 穂高岳山荘 2010年11月5日閲覧
15. ↑  . 西穂山荘.   [2010-11-05]. 原始内容存档于2013-04-27.（アーカイブ版）
16. 1 2 3  岳沢の沿革 （页面存档备份，存于） 岳沢小屋HP 2010年11月5日閲覧
17. ↑  . 穂高神社.   [2016-11-13]. 原始内容存档于2016-11-13.（アーカイブ版）
18. ↑  基準点成果等閲覧サービス （页面存档备份，存于） 国土地理員、2011年3月1日閲覧。
19. ↑  『山と高原地図 槍ヶ岳・穂高岳 上高地2010』昭文社、ISBN 978-4-398-75717-3
20. ↑  『山と渓谷社 2011年 01月号付録（山の便利手帳2011）』 山と溪谷社、2010年12月、149-164頁、ASIN B004DPEH6G
21. ↑  . 穂高岳山荘.   [2010-11-05]. （原始内容存档于2016-07-01）.
22. ↑  . 槍ヶ岳山荘グループ.   [2016-11-13]. （原始内容存档于2016-11-13）.
23. ↑  . 上高地観光施設事業.   [2010-11-05]. （原始内容存档于2014-07-06）.
24. ↑  .   [2016-11-13]. （原始内容存档于2022-01-24）.
25. ↑  . 槍ヶ岳山荘グループ.   [2016-11-13]. （原始内容存档于2016-11-13）.
26. ↑  . 槍ヶ岳山荘グループ.   [2016-11-13]. （原始内容存档于2016-11-13）.
27. ↑  .   [2016-11-13]. （原始内容存档于2022-01-24）.

## 關聯項目
- 飛驒山脈（北阿爾卑斯）、中部山岳國立公園
- 日本百名山
- 日本各都道府縣最高峰（長野縣、岐阜縣）
- 上高地、梓川
- 清爽信州号

## 外部連結
- Topographic map （页面存档备份，存于）